# Les Filles du rink
Les Filles du rink (en catalan : Les de l'hoquei) est une série télévisée catalane produite par la télévision publique de Catalogne, diffusée à partir du 29 avril 2019 sur TV3, et ensuite sur le réseau Netflix.

## Synopsis
La série raconte les aventures quotidiennes du Club Pati Minerva, une équipe féminine de rink hockey catalane, des amies liées par le sport, accompagnées de leur nouvelle entraineuse. 
Entre victoires sur le terrain et vie familiale, amicale et sentimentale, les filles tentent de sauver leur club.

## Distribution
- Iria del Río : Anna Ricou Mas
- Natàlia Barrientos i Bueno : Berta Figuera Terrats
- Dèlia Brufau i Centelles : Emma Ricou Mas
- Yasmina Drissi i Sales : Laila Bakri
- Clàudia Riera i Bertran : Gina Camps
- Asia Ortega : Florencia « Flor » Vilamayor
- Mireia Oriol : Lorena Sánchez Ballart
- Marc Clotet : Germán Ruestes Hernández
- Nora Navas : Júlia Terrats Herraiz

### Fiche technique
- Titre original : Les de l'hoquei
- Titre francophone : Les Filles du rink
- Scénario : Ona Anglada
- Réalisation : Patrícia Font, Kiko Ruiz Claverol et Marta Pahissa
- Production : Televisió de Catalunya et Brutal Media
- Langue : catalan